# Gebyr
Et gebyr er i princippet et pengebeløb som kræves ind af private personer eller firmaer eller af en offentlig virksomhed for en tjeneste eller ydelse. Offentlige gebyrer skal dække de reelle gennemsnitsomkostninger ved en bestemt tjeneste, i modsætning til en afgift, som er en form for beskatning.

## Eksterne Henvisninger
- Den Store Danske om gebyr

| Økonomi | Spire Denne artikel om økonomi er en spire som bør udbygges. Du er velkommen til at hjælpe Wikipedia ved at udvide den. |